# Luboš Pokluda
Luboš Pokluda ou Lubomír Pokluda, né le 17 mars 1958 à Frýdek-Místek, est un footballeur international tchécoslovaque. Il participe aux Jeux olympiques d'été de 1980, remportant la médaille d'or avec la Tchécoslovaquie.

## Biographie

### En club
Luboš Pokluda joue en Tchécoslovaquie et en Belgique. Il commence sa carrière à l'Union Teplice, puis joue avec le Rudá Hvězda Cheb, et le Sparta Prague. Il évolue ensuite avec l'Inter Bratislava, avant de terminer sa carrière avec le club belge du Lierse SK.
Il dispute quatre matchs en Coupe d'Europe des clubs champions.

### En équipe nationale
Luboš Pokluda reçoit quatre sélections en équipe de Tchécoslovaquie entre 1980 et 1982.
Il joue son premier match en équipe nationale le 15 octobre 1980, en amical contre l'Argentine (défaite 1-0 à Buenos Aires). Il joue son dernier match le 27 octobre 1982, en amical contre le Danemark (victoire 1-3 à Copenhague).
Il participe avec la sélection olympique aux Jeux olympiques d'été de 1980 organisés à Moscou. Lors du tournoi olympique, il joue six matchs, inscrivant deux buts, contre la Colombie en phase de groupe, puis face à Cuba en quart. La Tchécoslovaquie l'emporte sur la RDA en finale.

## Palmarès

### équipe de Tchécoslovaquie
- Jeux olympiques de 1980 :
  -  Médaille d'or.

### Sparta Prague
- Championnat de Tchécoslovaquie :
  - Champion : 1985.
  - Vice-champion : 1986.

### Union Teplice
- Coupe de Tchécoslovaquie :
  - Finaliste : 1977.

### Inter Bratislava
- Coupe de Tchécoslovaquie :
  - Finaliste : 1988.